# Tid för tystnad
A Tid för tystnad – Marie Fredrikssons ballader című album a svéd énekes-dalszerző Marie Fredriksson 2007. november 28-án megjelent balladákat tartalmazó válogatásalbuma, melyet  a Capitol Records kiadó jelentetett meg Fredriksson független Mary Jane / Amelia lemezkiadójával közösen. Az album dalait férje Mikael Bolyos és Kjell Andersson korábbi EMI ügyvezető igazgató állította össze. A balladák között személyes kedvencek is helyet kaptak, valamint az „Ordet är farväl” és az „Ett bord i solen” új dalok. Mindkét dalt csak promóciós kislemezként jelentettek meg Svédországban. Ez utóbbi a "A Table in the Sun" című dal svéd változata, mely a The Change című 2004-ben megjelent stúdióalbumán szerepel.
Az album általában pozitív kritikákat kapott, kiadáskor mérsékelt siker volt hazájában, azonban 2008. júliusában kiadták Argentínában is, ahol az ottani albumlistán Top20-as helyezett volt.

## Megjelenés
Az albumot Fredriksson, férje Mikael Bolyos, és Kjell Andersson az EMI egykori ügyvezető-igazgatója állította össze, aki 1985-ben azt javasolta, hogy Fredriksson és Per Gessle alapítsák meg a Roxette nevű duót. A "Tid för tystnad" című album korábbi rögzített balladái közül személyes kedvenceket is tartalmaz, valamint két újonnan felvett dalt, az "Ordet är farväl" és "Ett bord i solen" című dalokat, melyeket kizárólag promóciós kislemezként adták ki Svédországban. Az "Ordet är farväl" 2007. november 18-án jelentették meg, melyet korábban vették fel, és melyben a svéd popénekes Py Bäckman is közreműködött, akit Bolyos és Fredriksson is fantasztikus dalszerzőnek nevezett. Az "Ett bord i solen" 2008. február 7-én jelent meg, melynek angol nyelvű változata, a "A Table in the Sun" a 2004-es "The Change" című stúdióalbumon is szerepel.

## Sikerek
A lemez Svédországban mérsékelt siker volt, öt hétig volt a slágerlistán, és a 3 héten a 32. helyre került. A Tid för tynstad 2008 júliusában jelent meg Argentínában. Ez volt az első szólóalbum, melyet Dél-Amerikában megjelentettek, valamint az első svéd nyelvű album, mely Svédországon kívül jelent meg. 1997-ben Japánban megjelent a I en tid som vår című stúdióalbum, mely a 16. helyezett volt a CAPIF albumlistán.

## Kritikák
| Értékelések             |           |
| Értékelő                | Értékelés |
| Borås Tidning           | [ 5 ]     |
| Expressen               | [ 6 ]     |
| Helsingborgs Dagblad    | [ 7 ]     |
| Nya Wermlands-Tidningen | [ 8 ]     |

A kiadvány megjelenésekor az album általában pozitív értékelést kapott a svéd kritikusoktól. Karin Bengtsson a Borås Tidning nevű svéd napilap kritikusa szerint a Sparvöga minden idők legszebb dala, és még mindig elérzékenyül a dal hallatán, akárcsak akkor, amikor eredetileg a 80-as években  megjelent. Ennek ellenére az album közepe felé haladva az albumot kicsit csendesnek találta. Az Expressen Fredrikssont Svédország koronázatlan ballada királynőjének nevezte, legfőképpen, hogy a dalok többsége a 80-as és 90-es években születtek. A lemez finomat hangolt, érzelmileg könnyű, és gyönyörű. A Helsingborgs Dagblad szerint van néhány szép ballada az albumon, , de ez az album ezért egyedi. Nya Wermlands-Tidningen író azt állította, hogy a dalok többsége elvesztette vonzerejét, mert megjelenésük óta az összes svéd rádióállomás lejátszotta a dalokat. Ez azonnali pszichológiai reakciót vált ki, mert ezek a dalok vagy kedves régi ismerősök, vagy unalmas ismétlések. Remélve, hogy legalább rövid időre elfelejti ezeket a dalokat. "Én az utóbbi kategóriába tartozom, aki telített lesz, miután meghallgattam az összes dalt" – nyilatkozta az író.

## Számlista
Az összes szám szerzője Marie Fredriksson, ahol nem, azt külön jelezzük.. 
| #   | Cím                                              | Angol fordítás                   | Hossz |
| --- | ------------------------------------------------ | -------------------------------- | ----- |
| 1.  | Ordet är farväl                                  | "The Word Is Goodbye"            | 3:55  |
| 2.  | Ännu doftar kärlek (from Het vind, 1984)         | "Still the Scent of Love"        | 3:44  |
| 3.  | Den bästa dagen (from Den sjunde vågen, 1986)    | "The Best Day"                   | 4:18  |
| 4.  | Mot okända hav (from Den sjunde vågen)           | "Toward Unknown Seas"            | 3:52  |
| 5.  | Aldrig som främlingar (from Efter stormen, 1987) | "Never Like Strangers"           | 4:37  |
| 6.  | Även vargar måste välja (from Efter stormen)     | "Even Wolves Must Choose"        | 2:48  |
| 7.  | Jag brände din bild (from Efter stormen)         | "I Burned Your Picture"          | 4:22  |
| 8.  | Tid för tystnad (from Den ständiga resan, 1992)  | "Time for Silence"               | 3:55  |
| 9.  | Ett bord i solen                                 | "A Table in the Sun"             | 3:23  |
| 10. | Den ständiga resan (from Den ständiga resan)     | "The Eternal Journey"            | 4:04  |
| 11. | Medan tiden är inne (from Den ständiga resan)    | "While There Is Still Time"      | 3:44  |
| 12. | Min trognaste vän (from I en tid som vår, 1996)  | "My Most Faithful Friend"        | 4:08  |
| 13. | Vinterängel (from I en tid som vår)              | "Winter Angel"                   | 4:33  |
| 14. | Sparvöga (non-album single, 1989)                | "Sparrow-eye" (or "Hawk-eye")    | 4:08  |
| 15. | Den sjunde vågen (from Den sjunde vågen)         | "The Seventh Wave"               | 6:22  |
| 16. | Ett hus vid havet (from Den sjunde vågen)        | "A House By the Sea"             | 1:29  |
| 17. | Så skimrande var aldrig havet (from Taube, 1990) | "The Sea Was Never So Sparkling" | 3:53  |
| 18. | Berusa mig (from I en tid som vår)               | "Intoxicate Me"                  | 5:08  |
| 19. | Tro (from I en tid som vår)                      | "Hope"                           | 4:59  |

## Slágerlista
| Slágerlista (2007–08)                        | Legjobb helyezések |
| -------------------------------------------- | ------------------ |
| Argentína (CAPIF)                            | 16                 |
| Svédország (Sverigetopplistan Top 60 Albums) | 32                 |

## Kiadási előzmények
| Régió      | Dátum              | Formátum              | Label                                  | Katalógus#       | Ref.   |
| ---------- | ------------------ | --------------------- | -------------------------------------- | ---------------- | ------ |
| Svédország | 2007. november 28. | CD Digitális letöltés | Mary Jane/Amelia Music Capitol Records | 50999 516529–2 0 | [ 10 ] |
| Argentína  | 2008. július 8.    | CD Digitális letöltés | Mary Jane/Amelia Music Capitol Records | 50999 516529–2 0 | [ 10 ] |